# Mohammed Bel Hadj
Mohammed Bel Hadj, (en arabe : محمد بلحاج ou مُحَمَّدُ بْنُ الْحَاجِّ, en Berbère : Muḥand Ulḥaǧ, ⵎoⵀⴰⵏⴷ oⵓⵍⵀⴰⴷⵊ ) était un agha(en Arabe : آغا  ثامورث  بالونشريس ) ensuite un caïd puis khalifa de la tribu Berbère Zénète des Beni-Ouragh du Ouarsenis (en Berbère : Tamurt n Warsnis, ⵜⴰⵎⵓⵔⵜ ⵏ ⵡⴰⵔⵙⵏⵉⵙ) de 1796 à 1866 durant la Régence d'Alger et la colonisation française.

## Histoire
L'agha Mohammed ben Hadj des Beni-Ouragh est issu en 1775 d'une famille noble commandant depuis un temps fort reculé les Beni-Ouragh.
Le 28 avril 1864, un grand poste, Orléansville même, vit ses retranchements insultés par le chérifien Sidi Cheikh Bouma'âza, qui avait soulevé et ameuté toute la vallée du Chélif. Il va sans dire qu’il fut repoussé ; mais encore plus que l’attaque du camp des Gorges, cette tentative insensée fut célébrée parmi les Arabes et les Kabyles à l’égal d’une victoire. L’insurrection avait gagné l’Ouarensenis. Mohammed-bel-Hadj lui-même, l’agha des Beni-Ouragh, devenait suspect.
Le 14 mai 1864, El-Hadj Bel Hadj attaque la colonne du Colonel Ferdinand-Auguste Lapasset à son retour de Tiaret. 